# Rittershoffen
Rittershoffen (Ritterschoffe en alsacien, Rittershofen en allemand) est une commune française située dans la circonscription administrative du Bas-Rhin et, depuis le 1er janvier 2021, dans le territoire de la Collectivité européenne d'Alsace, en région Grand Est.
Cette commune se trouve dans la région historique et culturelle d'Alsace.

## Géographie
La localité fait partie de la région naturelle Outre-Forêt.
| Hoffen     | Oberrœdern    |           |
|            | Rittershoffen | Hatten    |
| Betschdorf | Leutenheim    | Forstfeld |

### Hydrographie
La commune est dans le bassin versant du Rhin au sein du bassin Rhin-Meuse. Elle est drainée par le ruisseau le Seltzbach, le ruisseau l'Engelbach, le ruisseau Eschengraben, le ruisseau Krummwierselgraben et le ruisseau Mirgraben,.
Le Seltzbach, d'une longueur de 33 km, prend sa source dans la commune de Gœrsdorf et se jette  dans la Sauer à Seltz, après avoir traversé 14 communes. 

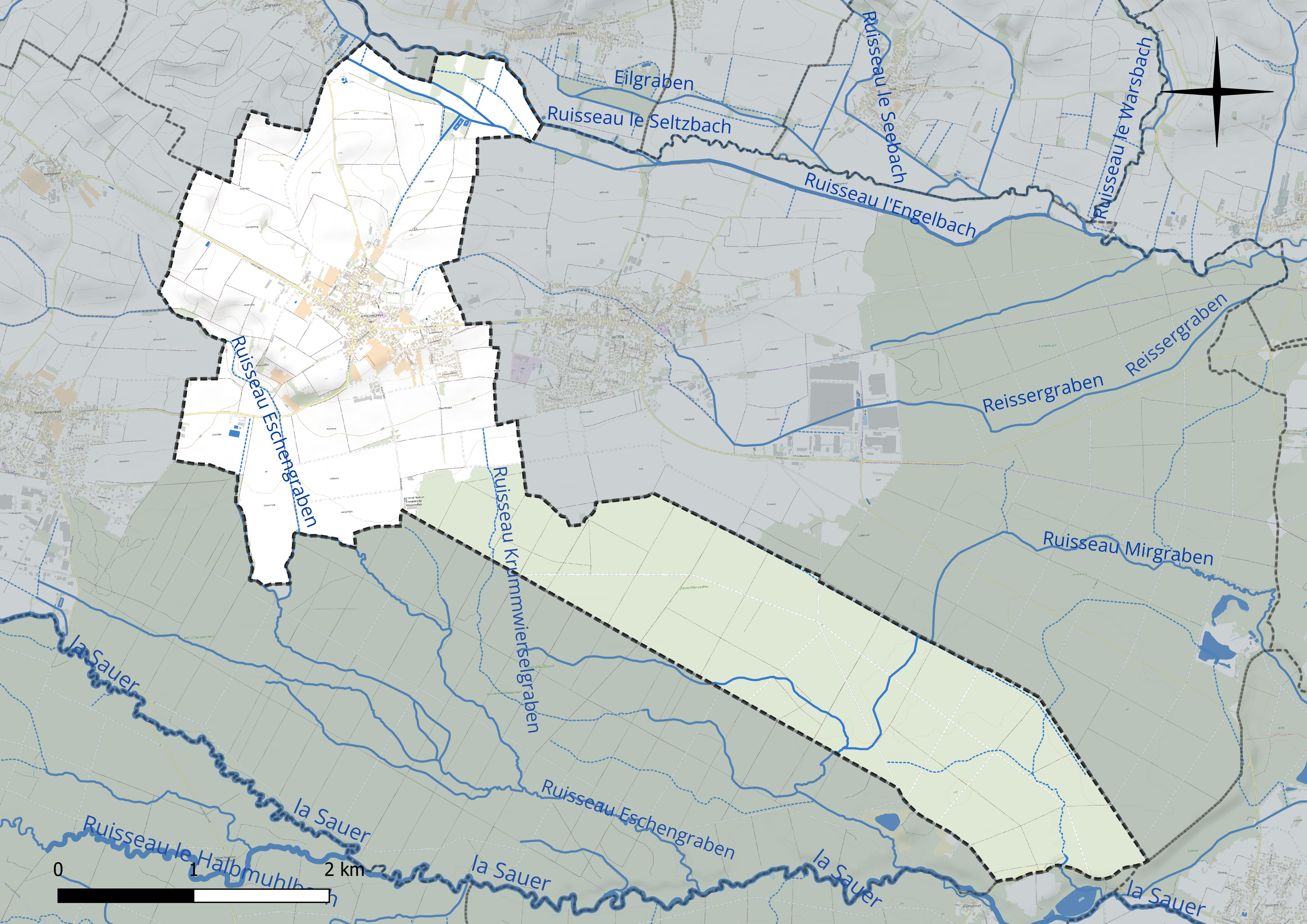
Réseau hydrographique de Rittershoffen.

### Climat
Pour des articles plus généraux, voir Climat du Grand Est et Climat du Bas-Rhin.
En 2010, le climat de la commune est de type climat des marges montargnardes, selon une étude du Centre national de la recherche scientifique s'appuyant sur une série de données couvrant la période 1971-2000. En 2020, Météo-France publie une typologie des climats de la France métropolitaine dans laquelle la commune est exposée à un climat semi-continental et est dans la région climatique  Alsace, caractérisée par une pluviométrie faible, particulièrement en automne et en hiver, un été chaud et bien ensoleillé, une humidité de l’air basse au printemps et en été, des vents faibles et des brouillards fréquents en automne (25 à 30 jours). 
Pour la période 1971-2000, la température annuelle moyenne est de 10,6 °C, avec une amplitude thermique annuelle de 18 °C. Le cumul annuel moyen de précipitations est de 803 mm, avec 10,7 jours de précipitations en janvier et 10,2 jours en juillet. Pour la période 1991-2020, la température moyenne annuelle observée sur la station météorologique de Météo-France la plus proche, « Preuschdorf », sur la commune de Preuschdorf à 12 km à vol d'oiseau, est de 11,3 °C et le cumul annuel moyen de précipitations est de 834,2 mm. 
La température maximale relevée sur cette station est de 39,8 °C, atteinte le 4 juillet 2015 ; la température minimale est de −19,9 °C, atteinte le 8 janvier 1985,,. 
Les paramètres climatiques de la commune ont été estimés pour le milieu du siècle (2041-2070) selon différents scénarios d'émission de gaz à effet de serre à partir des nouvelles projections climatiques de référence DRIAS-2020. Ils sont consultables sur un site dédié publié par Météo-France en novembre 2022.

## Urbanisme

### Typologie
Au 1er janvier 2024, Rittershoffen est catégorisée bourg rural, selon la nouvelle grille communale de densité à sept niveaux définie par l'Insee en 2022.
Elle est située hors unité urbaine et hors attraction des villes,.

### Occupation des sols
L'occupation des sols de la commune, telle qu'elle ressort de la base de données européenne d’occupation biophysique des sols Corine Land Cover (CLC), est marquée par l'importance des territoires agricoles (52,5 % en 2018), une proportion sensiblement équivalente à celle de 1990 (53,1 %). La répartition détaillée en 2018 est la suivante : terres arables (45,7 %), forêts (42,8 %), zones agricoles hétérogènes (6,3 %), zones urbanisées (3,4 %), milieux à végétation arbustive et/ou herbacée (1,3 %), prairies (0,5 %). L'évolution de l’occupation des sols de la commune et de ses infrastructures peut être observée sur les différentes représentations cartographiques du territoire : la carte de Cassini (XVIIIe siècle), la carte d'état-major (1820-1866) et les cartes ou photos aériennes de l'IGN pour la période actuelle (1950 à aujourd'hui).

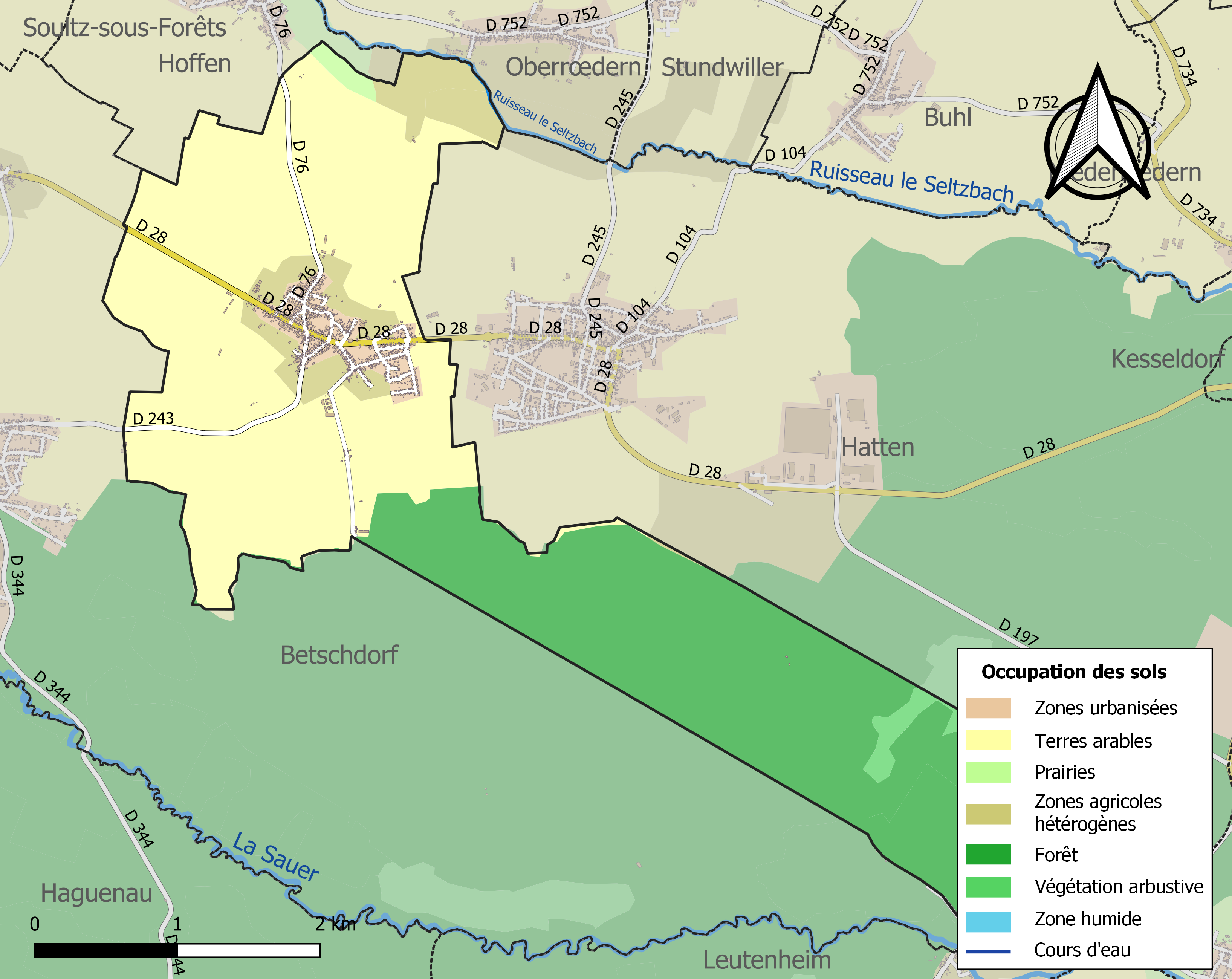
Carte des infrastructures et de l'occupation des sols de la commune en 2018 (CLC).

## Toponymie
Rittershoffen, ou plutôt Rottershoven, est citée pour la première fois en 1227. Son nom vient de reutern « défricher » et de hof « ferme ».

## Histoire
En 1227, l’abbaye de Surbourg possède à Rittershoffen un dinghof autour duquel vont se rassembler trois autres villages : Osterndorf, Reutershofen et celui du Kirchtal. Les raisons de ce regroupement sont : l’interdiction de défricher, la guerre de Trente Ans et la peste. L’histoire du village est liée à celle du Hattgau partagé entre les Lichtenberg et les Fleckenstein, jusqu’à l’achat de l’ensemble des droits en 1480 par les Hanau-Lichtenberg.
Adélaïde de Bourgogne a donné le bois de Rittershoffen au village en échange de la protection des villageois lors de ses allées et venues de Seltz à Surbourg.

## Politique et administration
| Période                                  | Période   | Identité            | Étiquette | Qualité                                |
| ---------------------------------------- | --------- | ------------------- | --------- | -------------------------------------- |
| Les données manquantes sont à compléter. |           |                     |           |                                        |
| mars 1989                                | mars 2008 | Manfred Rott        |           | Professeur de collège, maire honoraire |
| mars 2008                                | mai 2020  | Daniel Pflug        |           | Agriculteur                            |
| mai 2020                                 | En cours  | Jean-Bernard Weigel | SE        | Directeur d'école retraité             |

## Démographie
L'évolution du nombre d'habitants est connue à travers les recensements de la population effectués dans la commune depuis 1793. Pour les communes de moins de 10 000 habitants, une enquête de recensement portant sur toute la population est réalisée tous les cinq ans, les populations de référence des années intermédiaires étant quant à elles estimées par interpolation ou extrapolation. Pour la commune, le premier recensement exhaustif entrant dans le cadre du nouveau dispositif a été réalisé en 2004.

En 2022, la commune comptait 914 habitants, en évolution de +0,11 % par rapport à 2016 (Bas-Rhin : +3,17 %, France hors Mayotte : +2,11 %).
| 1793 | 1800 | 1806  | 1821  | 1831  | 1836  | 1841  | 1846  | 1851  |
| ---- | ---- | ----- | ----- | ----- | ----- | ----- | ----- | ----- |
| 943  | 980  | 1 080 | 1 245 | 1 260 | 1 297 | 1 325 | 1 363 | 1 282 |

| 1856  | 1861  | 1866  | 1871  | 1875  | 1880  | 1885 | 1890 | 1895 |
| ----- | ----- | ----- | ----- | ----- | ----- | ---- | ---- | ---- |
| 1 106 | 1 114 | 1 059 | 1 090 | 1 022 | 1 005 | 991  | 933  | 878  |

| 1900 | 1905 | 1910 | 1921 | 1926 | 1931 | 1936 | 1946 | 1954 |
| ---- | ---- | ---- | ---- | ---- | ---- | ---- | ---- | ---- |
| 832  | 851  | 857  | 884  | 884  | 829  | 829  | 519  | 749  |

| 1962 | 1968 | 1975 | 1982 | 1990 | 1999 | 2004 | 2006 | 2009 |
| ---- | ---- | ---- | ---- | ---- | ---- | ---- | ---- | ---- |
| 827  | 854  | 834  | 817  | 825  | 897  | 917  | 931  | 903  |

| 2014 | 2019 | 2022 | - | - | - | - | - | - |
| ---- | ---- | ---- | - | - | - | - | - | - |
| 904  | 908  | 914  | - | - | - | - | - | - |

## Économie
Une centrale géothermique est implantée sur la commune depuis 2016. La puissance de 24 MW thermiques alimente l'amidonnerie de Beinheim.

## Culture locale et patrimoine

### Lieux et monuments
Comme sa voisine Hatten, la commune de Rittershoffen a énormément souffert des combats liés à l'opération Nordwind, en janvier 1945, qui vit s'affronter troupes allemandes et américaines. Le village, presque entièrement détruit, n'a gardé qu'un pan de mur antérieur à ces évènements. Sur celui-ci, un écriteau « Vestige de la bataille de janvier 1945 », qui explique la présence de multiples impacts sur le grès rose des moellons.

### Personnalités liées à la commune
- Christophe Kern, coureur cycliste professionnel, a grandi au village.

### Héraldique
| Blason de Rittershoffen | Blason  | Parti : au premier de sinople à trois fasces d'argent, au second d'or au lion de sable, lampassé de gueules. Ornements extérieursCroix de guerre 1939-1945 |
| Blason de Rittershoffen | Détails | Parti des armes des familles de Fleckenstein et de Lichtenberg. Le statut officiel du blason reste à déterminer.                                           |